# CV/gate

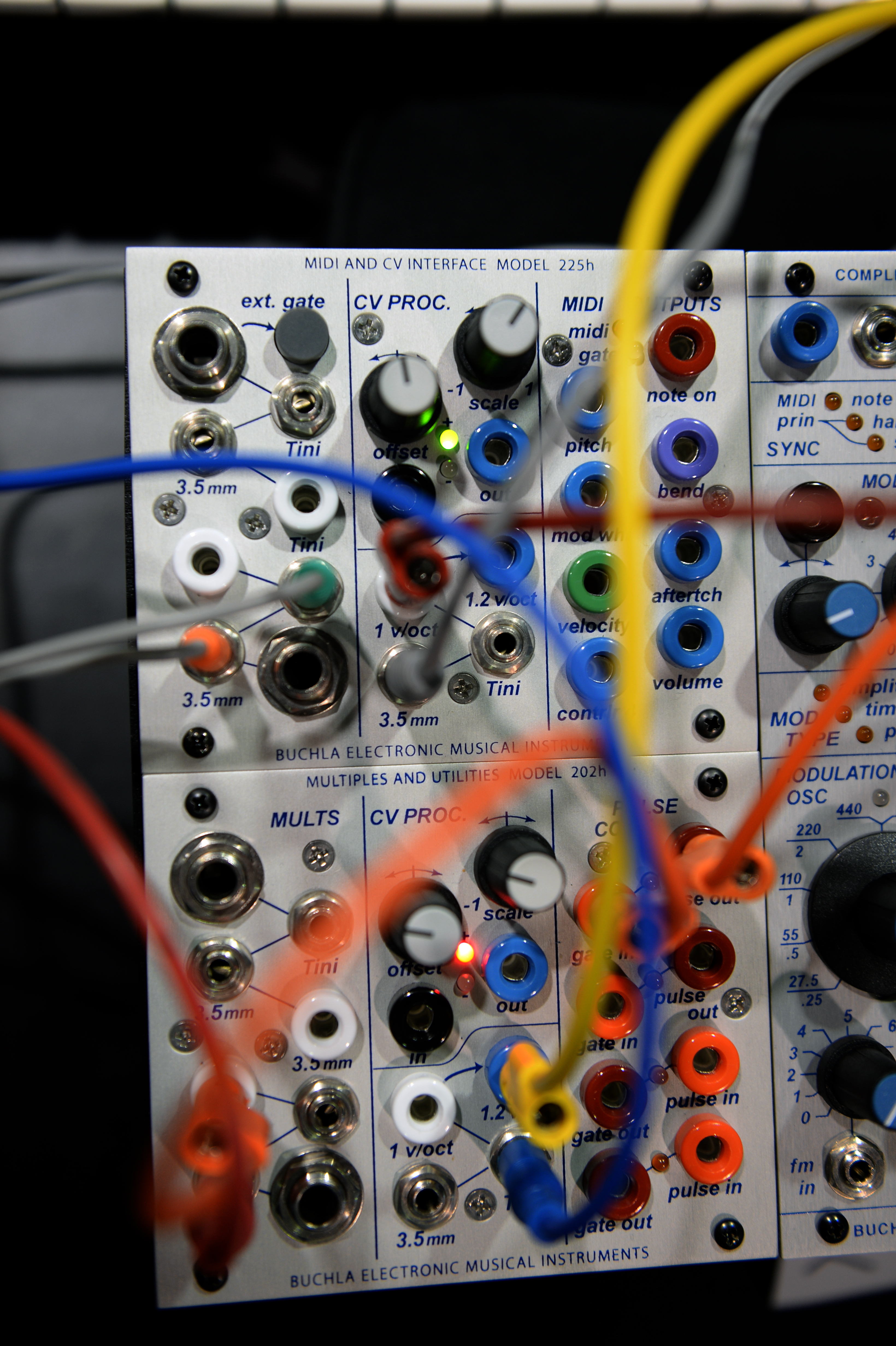
connecteurs et câbles colorés typiques au connecteurs CV/gate des synthétiseurs modulaires sur un module divisant une entrée MIDI en différents signaux CV/gate

CV/gate est l’abréviation de l'anglais : control voltage/gate, signifiant tension de contrôle/porte. Il s'agit d'un procédé électronique de transmission des informations de contrôle, utilisé en musique électronique, dans le domaine des synthétiseurs modulaires.

## CV
Il existe deux principales méthodes de contrôle par tension (CV) :
- Le signal octave par volt, dont Robert Moog est à l'origine, utilisé par la majorité des fabricants de synthétiseurs modulaires, ainsi que la norme Eurorack. Dans ces cas, il faut ajouter un volt pour passer à l'octave supérieure (multiplie par deux la fréquence), et donc supprimer un volt pour passer à l'octave inférieure (divise la fréquence par deux). Il s'agit donc d'une croissance exponentielle. Ce système a le double avantage de demander une moins forte tension dans les octaves les plus hautes et de proposer une progression linéaire du rapport entre la tension et l'échelle chromatique.
- Le signal hertz par volt, utilisé par la majorité des synthétiseurs des marques Korg et Yamaha. Dans ce cas le rapport fréquence et tension est linéaire, il faut donc, comme pour les fréquences, doubler la tension pour passer d'une octave à l'octave supérieure, et diviser par deux, pour passer à l'octave inférieure. Ce système permet un contrôle plus fin des intervalles dans les plus hautes fréquences.

### Table des rapports
Table du rapport CV à la note (nom en solfège (langues latines), standard MIDI, notation batave (langues germaniques)), la fréquence des notes dans la gamme tempérée, en mode octave par volt et en mode hertz par volt
| Note, code MIDI, notation batave | la₀, A0, A1 | la₁, A1, A2 | la₂, A2, A3 | si₂, B2, B3 | do₃, C3, C4 | ré₃, D3, D4 | mi₃, E3, E4 | la₃, A3, A4 | la₄, A4, A5 |
| Fréquence en gamme tempérée (Hz) | 55          | 110         | 220         | 246,942     | 261,626     | 293,665     | 329,628     | 440         | 880         |
| octave par volt (V)              | 1,000       | 2,000       | 3,000       | 3,167       | 3,250       | 3,417       | 3,583       | 4,000       | 5,000       |
| Hertz par volt (V)               | 1,000       | 2,000       | 4,000       | 4,491       | 4,745       | 5,345       | 6,000       | 8,000       | 16,000      |

## Gate
Le signal gate (porte) est quant à lui, utilisé pour signaler le déclenchement d'une action. Il existe, là aussi, deux principaux modes de fonctionnement :
- Le V-trigger (déclencheur par tension, anglais : voltage trigger, également appelé déclencheur positif), où la tension est tenue autour de zéro par défaut, et monte lorsque le déclencheur est activé.
- Le S-trigger (déclencheur par Court-circuit; anglais : Short circuit trigger, également appelé déclencheur négatif), où la tension est haute par défaut, et le circuit est envoyé directement à la masse (0v) lorsque le déclencheur est activé.

Dans le jargon des utilisateurs de ces synthétiseurs, on utilise le mot gate (porte) pour un signal continu, pendant le temps de pression d'une touche d'un clavier par exemple, et trigger, lorsqu’un événement bref est utilisé pour déclencher une action qui est indépendante de la durée de ce signal.